# Trond Olsen
Trond Olsen (ur. 5 lutego 1984 w Lyngen) – norweski piłkarz występujący na pozycji pomocnika.

## Życiorys

### Kariera klubowa
Olsen zawodową karierę rozpoczynał w 2001 roku w klubie FK Bodø/Glimt z Tippeligaen. W tych rozgrywkach zadebiutował 9 września 2001 w zremisowanym 2:2 meczu ze Stabæk IF. 28 września 2001 w wygranym 5:1 pojedynku z SK Brann strzelił pierwszego gola w lidze norweskiej. W 2003 roku wywalczył z zespołem wicemistrzostwo Norwegii. W 2005 roku spadł z nim do Adeccoligaen. Wówczas został wypożyczony do ekipy Lillestrøm SK z Tippeligaen. Spędził tam kilka miesięcy, a potem powrócił do FK Bodø/Glimt. W 2007 roku awansował z nim do Tippeligaen.
W 2009 roku Olsen odszedł do Rosenborga Trondheim, również grającego w ekstraklasie. Pierwszy ligowy mecz zaliczył tam 15 marca 2009 przeciwko Vålerenga Fotball (3:0). W 2009 i 2010 roku zdobył z klubem mistrzostwo Norwegii. W 2010 roku zdobył z nim także Superpuchar Norwegii.
W 2011 roku Olsen został zawodnikiem Vikinga FK. Następnie grał dla FK Bodø/Glimt i Sogndal Fotball. 

### Kariera reprezentacyjna
W reprezentacji Norwegii Olsen zadebiutował 19 listopada 2008 w przegranym 0:1 towarzyskim meczu z Ukrainą.